# Đẳng cấp thú cưng
Đẳng cấp thú cưng (tên gốc tiếng Anh: The Secret Life of Pets) là một bộ phim hoạt hình hài hước định dạng 3D của Mỹ đã được công chiếu vào năm 2016 được sản xuất bởi Illumination. Phim được chỉ đạo bởi Chris Renaud và Yarrow Cheney và được viết bởi Brian Lynch, Cinco Paul và Ken Daurio. Bộ phim gồm các diễn viên Louis C.K., Eric Stonestreet, Kevin Hart, Albert Brooks, Hannibal Buress, Bobby Moynihan, Lake Bell, Ellie Kemper, và Steve Coogan, phim sẽ được phát hành vào ngày 8 tháng 7 năm 2016, bởi Universal Pictures. Điểm trên IMDb: 6,7/10. 
Năm 2019, phim được Purpose Media mua bản quyền và chiếu trên kênh truyền hình HTV3.
Phần tiếp theo là Đẳng cấp thú cưng 2 đã được ra mắt tại các rạp vào 7 tháng 6, 2019.

## Nội dung
Xảy ra trong tại khu chung cư Manhattan, cuộc sống yêu thích của Max với những chú thú cưng đã bị đảo lộn khi cô chủ Katie đem về nhà một con thú lai tên Duke. Họ đã tranh cãi với nhau sau đó thì bị lạc và họ tìm thấy một con thỏ trắng tên là Snowball được đào tạo trong quân đội để trả thù tất cả những con thú hạnh phúc và chủ của nó.

## Lồng tiếng
- Louis C.K. vai Max, chó đào đất. Lồng tiếng Việt: Hoàng Khuyết
- Eric Stonestreet vai Duke, thú lai. Lồng tiếng Việt: Trí Luân
- Kevin Hart vai Snowball, thỏ trắng. Lồng tiếng Việt: Minh Vũ
- Albert Brooks vai Tiberius, diều hâu Lồng tiếng Việt: Hạnh Phúc
- Hannibal Buress vai Buddy, chú chó. Lồng tiếng Việt: Quang Tuyên
- Bobby Moynihan vai Mel, chó pug. Lồng tiếng Việt: Chơn Nhơn
- Lake Bell vai Chloe, mèo. Lồng tiếng Việt: Kim Ngọc
- Ellie Kemper vai Katie, chủ của Max và Duke. Lồng tiếng Việt: Hoài Thương
- Jenny Slate vai Gidget, chú chó. Lồng tiếng Việt: Thùy Tiên
- Dana Carvey vai Pops, chú chó săn chân lùn
- Steve Coogan vai Ozone, mèo Sphinx

## Sản xuất
Vào 24 tháng 1 năm 2014, phim được công bố, với Louis C.K., Eric Stonestreet, và Kevin Hart được chọn lồng tiếng cho nhân vật chính. Vào 16 tháng 6 năm 2014, Albert Brooks, Hannibal Buress, Bobby Moynihan, Lake Bell và Ellie Kemper tham gia vào dàn diễn viên. Vào 16 tháng 4 năm 2015, bộ phim đã được đẩy lùi so với ngày phát hành gốc từ 12 tháng 2 năm 2016, sang 8 tháng 7 năm 2016.

## Phần tiếp theo
Phần tiếp theo là Đẳng cấp thú cưng 2 đã được ra mắt tại các rạp vào 7 tháng 6, 2019.